# 王维城
王维城（1936年12月—），河北徐水人，中国热能学家，清华大学教授。
1956年入学清华大学，后担任清华大学热能系教授，并任第九届人大代表、第十届全国人大常委会委员，全国人大环境与资源保护委员会委员。2002年12月19日，民主同盟举行九届一中全会，他当选为民盟中央主席。